# 上房郡
- 令制国一覧 > 山陽道 > 備中国 > 上房郡
- 日本 > 中国地方 > 岡山県 > 上房郡

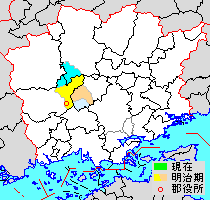
岡山県上房郡の位置（薄黄・薄水色：後に他郡に編入された区域 水色・薄水色：後に他郡から編入した区域）

上房郡（じょうぼうぐん）は、岡山県（備中国）にあった郡。

## 郡域
1878年（明治11年）に行政区画として発足した当時の郡域は、下記の区域にあたる。
- 高梁市の一部（高梁川以東）
- 加賀郡吉備中央町の一部（豊野・竹荘・黒土・田土・湯山・吉川・黒山）

## 歴史
古来、吉備国・備中国の中心地として栄えた賀陽郡に属していた。後に北部を上方郡（じょうほう・じょうぼう）として分離した。
元は「上方」と書き「じょうほう」「じょうぼう」と読んでいたが、「上房」と表記もした。表記は統一されていなかったが郡区町村編制法施行時に「上房」と書き「じょうぼう」と読む様に定められた。郡名の由来は賀陽郡に対し（高梁川の）上流にあったためといわれている。郡衙の位置は不明。
戦国時代に郡内に備中松山城（松山城、高梁城）が築かれ、三村氏の居城となった。江戸時代には、同城を陣屋とする備中国で最も大きい藩である備中松山藩（松山藩・高梁藩）があった。
真庭市旧北房町地区や高梁市中井町地区（方谷駅付近）などは、元々は上房郡ではなく阿賀郡であった。明治33年（1900年）にこれらの地域を阿賀郡から上房郡へ割譲された。

### 近世以降の沿革
- 「旧高旧領取調帳」に記載されている明治初年時点での支配は以下の通り。岩村は2ヶ所に所在。●は村内に寺社領が存在。（1町32村）

| 知行   | 知行           | 村数     | 村名 |
| ------ | -------------- | -------- | --- |
| 幕府領 | 一橋徳川家領   | 9村      | 上湯山村、下湯山村、東吉川村、西吉川村、舞地村、黒山村、田土村、矢野村、岩村                                        |
| 藩領   | 備中松山藩     | 1町 14村 | 松山、松山東村、●松山西村、八川村、今津村、南組、北組、宮瀬村、片岡村、六名村、柳分村、上津村、有納村、貞村、室納村 |
| 藩領   | 伊勢亀山藩     | 8村      | 竹井村、岩村、黒土村、中村、下村、長代村、垣村、川関村                                                              |
| 藩領   | 松山藩・亀山藩 | 1村      | ●上村 |

- 明治元年12月7日（1869年1月19日） - 松山藩が戊辰戦争後の処分により減封。貞村・室納村・上村が倉敷県の管轄となる。
- 明治2年11月2日（1869年12月4日） - 松山藩が改称して高梁藩となる。それにともない松山が高梁に、松山東村が高梁東村に、松山西村が高梁西村にそれぞれ改称。
- 明治3年（1870年） - この年までに一橋徳川家領が倉敷県の管轄となる。
- 明治4年
  - 7月14日（1871年8月29日） - 廃藩置県により、藩領が高梁県、亀山県の管轄となる。
  - 11月15日（1871年12月26日） - 第1次府県統合により、全域が深津県の管轄となる。
- 明治5年6月5日（1872年7月10日） - 小田県の管轄となる。
- 明治7年（1874年）（1町29村）
  - 上湯山村・下湯山村が合併して湯山村となる。
  - 東吉川村・西吉川村が合併して吉川村となる。
  - 南組・北組が合併して川面村となる。
- 明治8年（1875年）（1町22村）
  - 12月20日 - 第2次府県統合により岡山県の管轄となる。
  - 高梁東村・高梁西村が合併して高梁村となる。
  - 矢野村・岩村（一橋徳川家領）が合併して豊野村となる。
  - 宮瀬村・片岡村・六名村・柳分村が合併して巨瀬村となる。
  - 中村・下村・上村が合併して有漢村となる。
- 明治9年（1876年）（1町17村）
  - 舞地村・室納村が合併して納地村となる。
  - 岩村（亀山藩領）・貞村が合併して稔村となる。
  - 上津村・有納村が合併して有津井村となる。
  - 長代村・垣村・川関村が合併して上有漢村となる。
- 明治11年（1878年）
  - 9月29日 - 郡区町村編制法の岡山県での施行により、行政区画としての上房郡が発足。郡役所が高梁本町に設置。
  - 高梁村が改称して松山村となる。

### 町村制以降の沿革
- 明治22年（1889年）6月1日 - 町村制の施行により、以下の町村が発足。特記以外は現・高梁市。（1町10村）
  - 高梁町（高梁城下[6]が単独で町制施行）
  - 松山村（単独村制）
  - 津川村 ← 今津村、八川村
  - 川面村、巨瀬村、有漢村、上有漢村（それぞれ単独村制）
  - 上竹荘村 ← 有津井村、納地村
  - 豊野村 ← 豊野村、稔村（現・加賀郡吉備中央町）
  - 下竹荘村 ← 黒土村、田土村、湯山村（現・加賀郡吉備中央町）
  - 吉川村 ← 吉川村、黒山村（現・加賀郡吉備中央町）
- 明治33年（1900年）4月1日 - 郡制を施行。同日、阿賀郡中井村・呰部村・中津井村・水田村・上水田村が本郡の所属となる。（1町15村）
- 大正12年（1923年）4月1日 - 郡会が廃止。郡役所は存続。
- 大正15年（1926年）7月1日 - 郡役所が廃止。以降は地域区分名称となる。
- 昭和4年（1929年）
  - 5月10日 - 高梁町・松山村が合併し、改めて高梁町が発足。（1町14村）
  - 7月1日 - 呰部村が町制施行して呰部町となる。（2町13村）
- 昭和28年（1953年）10月1日 - 中津井村・呰部町・上水田村・水田村が合併して北房町が発足。（2町10村）
- 昭和29年（1954年）5月1日 - 高梁町・津川村・川面村・巨瀬村が川上郡玉川村・宇治村・松原村・高倉村・落合村と合併して高梁市が発足し、郡より離脱。（1町7村）
- 昭和30年（1955年）2月1日（2町2村）
  - 中井村が高梁市に編入。
  - 上竹荘村・豊野村・下竹荘村・吉川村が吉備郡大和村と合併して賀陽町が発足。
- 昭和31年（1956年）4月1日 - 有漢村・上有漢村が合併して有漢町が発足。（3町）
- 平成16年（2004年）10月1日（1町）
  - 賀陽町が御津郡加茂川町と合併して加賀郡吉備中央町が発足し、郡より離脱。
  - 有漢町が高梁市・川上郡成羽町・川上町・備中町と合併し、改めて高梁市が発足、郡より離脱。
- 平成17年（2005年）3月31日 - 北房町が真庭郡勝山町・落合町・湯原町・久世町・美甘村・川上村・八束村・中和村と合併して真庭市が発足。同日上房郡消滅。

### 変遷表
| 明治22年以前 | 明治22年6月1日  | 明治22年 - 大正15年            | 昭和1年 - 昭和25年              | 昭和26年 - 昭和40年         | 昭和41年 - 昭和63年         | 平成1年 - 現在                    | 現在              |
| ------------ | --------------- | ------------------------------ | ------------------------------- | --------------------------- | --------------------------- | --------------------------------- | ----------------- |
|              | 高梁本町        | 高梁町                         | 高梁町                          | 昭和29年5月1日 高梁市       | 高梁市                      | 平成16年10月1日 高梁市            | 高梁市            |
|              | 松山村          | 松山村                         | 昭和4年5月10日 高梁町に編入     | 昭和29年5月1日 高梁市       | 高梁市                      | 平成16年10月1日 高梁市            | 高梁市            |
|              | 川面村          | 川面村                         | 川面村                          | 昭和29年5月1日 高梁市       | 高梁市                      | 平成16年10月1日 高梁市            | 高梁市            |
|              | 津川村          | 津川村                         | 津川村                          | 昭和29年5月1日 高梁市       | 高梁市                      | 平成16年10月1日 高梁市            | 高梁市            |
|              | 巨瀬村          | 巨瀬村                         | 巨瀬村                          | 昭和29年5月1日 高梁市       | 高梁市                      | 平成16年10月1日 高梁市            | 高梁市            |
|              |                 |                                | 川上郡 玉川村                   | 昭和29年5月1日 高梁市       | 高梁市                      | 平成16年10月1日 高梁市            | 高梁市            |
|              |                 |                                | 川上郡 宇治村                   | 昭和29年5月1日 高梁市       | 高梁市                      | 平成16年10月1日 高梁市            | 高梁市            |
|              |                 |                                | 川上郡 松原村                   | 昭和29年5月1日 高梁市       | 高梁市                      | 平成16年10月1日 高梁市            | 高梁市            |
|              |                 |                                | 川上郡 高倉村                   | 昭和29年5月1日 高梁市       | 高梁市                      | 平成16年10月1日 高梁市            | 高梁市            |
|              |                 |                                | 川上郡 落合村                   | 昭和29年5月1日 高梁市       | 高梁市                      | 平成16年10月1日 高梁市            | 高梁市            |
|              | 阿賀郡 中井村   | 明治33年4月1日 上房郡 中井村   | 中井村                          | 昭和30年2月1日 高梁市に編入 | 高梁市                      | 平成16年10月1日 高梁市            | 高梁市            |
|              | 有漢村          | 有漢村                         | 有漢村                          | 昭和31年4月1日 有漢町       | 有漢町                      | 平成16年10月1日 高梁市            | 高梁市            |
|              | 上有漢村        | 上有漢村                       | 上有漢村                        | 昭和31年4月1日 有漢町       | 有漢町                      | 平成16年10月1日 高梁市            | 高梁市            |
|              | 上竹荘村        | 上竹荘村                       | 上竹荘村                        | 昭和30年2月1日 賀陽町       | 昭和45年5月1日 高梁市に編入 | 平成16年10月1日 高梁市            | 高梁市            |
|              | 下竹荘村        | 下竹荘村                       | 下竹荘村                        | 昭和30年2月1日 賀陽町       | 賀陽町                      | 平成16年10月1日 加賀郡 吉備中央町 | 加賀郡 吉備中央町 |
|              | 豊野村          | 豊野村                         | 豊野村                          | 昭和30年2月1日 賀陽町       | 賀陽町                      | 平成16年10月1日 加賀郡 吉備中央町 | 加賀郡 吉備中央町 |
|              | 吉川村          | 吉川村                         | 吉川村                          | 昭和30年2月1日 賀陽町       | 賀陽町                      | 平成16年10月1日 加賀郡 吉備中央町 | 加賀郡 吉備中央町 |
|              |                 |                                | 吉備郡 大和村                   | 昭和30年2月1日 賀陽町       | 賀陽町                      | 平成16年10月1日 加賀郡 吉備中央町 | 加賀郡 吉備中央町 |
|              | 阿賀郡 呰部村   | 明治33年4月1日 上房郡 呰部村   | 昭和4年7月4日 呰部町            | 昭和28年10月1日 北房町      | 北房町                      | 平成17年3月31日 真庭市            | 真庭市            |
|              | 阿賀郡 中津井村 | 明治33年4月1日 上房郡 中津井村 | 中津井村                        | 昭和28年10月1日 北房町      | 北房町                      | 平成17年3月31日 真庭市            | 真庭市            |
|              | 阿賀郡 水田村   | 明治33年4月1日 上房郡 水田村   | 水田村                          | 昭和28年10月1日 北房町      | 北房町                      | 平成17年3月31日 真庭市            | 真庭市            |
|              | 阿賀郡 上水田村 | 明治33年4月1日 上房郡 上水田村 | 上水田村                        | 昭和28年10月1日 北房町      | 北房町                      | 平成17年3月31日 真庭市            | 真庭市            |
|              |                 |                                | 新見市の一部 （豊永赤間の一部） | 昭和32年4月1日 北房町に編入 | 北房町                      | 平成17年3月31日 真庭市            | 真庭市            |

## 行政
歴代郡長
| 代 | 氏名 | 就任年月日                | 退任年月日                | 備考                   |
| -- | ---- | ------------------------- | ------------------------- | ---------------------- |
| 1  |      | 明治11年（1878年）9月29日 |                           |                        |
|    |      |                           | 大正15年（1926年）6月30日 | 郡役所廃止により、廃官 |